# Pognoul
Der Pognoul war ein belgisches Volumenmaß und als Getreidemaß in Anwendung.
- 1 Pognoul = 1,8634 Liter
- 1 Viertel = 4 Pognoux = 16 Mesurette = 6 Pots = 375,748 Pariser Kubikzoll = 7,453 Liter

Die Maßkette war
- 1 Muid = 8 Setiers = 32 Viertel = 128 Pognoux = 512 Mässchen/Mesurettes = 12.023,95 Pariser Kubikzoll = 238,5115 Liter